# جوك هاميلتون (لاعب كرة قدم)
جوك هاميلتون (بالإنجليزية: Jock Hamilton)‏ هو لاعب كرة قدم بريطاني (وحمل سابقاً جنسية المملكة المتحدة لبريطانيا العظمى وأيرلندا) في مركز الوسط، ولد في 28 فبراير 1879 في المملكة المتحدة، وتوفي في 17 أبريل 1925 في المملكة المتحدة. لعب مع سوانزي سيتي ونادي باري تاون يونايتد ونادي برينتفورد ونادي ليدز ‏ وLeith Athletic F.C. ‏.